# Römisch-katholische Kirche in Kambodscha
Die römisch-katholische Kirche in Kambodscha ist seit 1999 durch eine Apostolische Nuntiatur, einer diplomatischen Mission des Heiligen Stuhls vertreten. Nuntius ist seit 2023 Erzbischof Peter Bryan Wells.
In Kambodscha wurden folgende Verwaltungseinheiten eingerichtet:
- Apostolische Präfektur Battambang, gegründet 1968
- Apostolische Präfektur Kompong-Cham, gegründet 1968
- Apostolisches Vikariat Phnom-Penh, gegründet 1850/1924

Die Christen in Kambodscha stammen meistens aus Vietnam; dadurch kommt es immer wieder zu Ausschreitungen zwischen Vietnamesen und Kambodschanern.